# Dan Kieran
Dan Kieran (* 10. Juni 1975) ist ein britischer Autor.

## Leben
Kierans journalistische Tätigkeit begann als Mitarbeiter des in London erscheinenden Magazins The Idler (englisch für Der Müßiggänger), dessen Herausgeber er wurde. Seine journalistischen Beiträge erscheinen außerdem in den Feuilletons der großen britischen Tageszeitungen.
Mit Sam Jordison startete Kieran im Jahr 2003 eine Leserumfrage für die Vergabe eines Titels Crap Town (umgangssprachlich Scheißstadt) unter den Städten im Vereinigten Königreich. Die Ergebnisse und die des Folgejahres wurden in zwei Büchern festgehalten: Crap Towns: The 50 Worst Places To Live In The UK und Crap Towns II: The Nation Decides. Die in der veröffentlichten Liste genannten Städte, darunter auch die erstplatzierten Städte Kingston upon Hull und Luton, wehrten sich gegen die Herabwürdigung, was die Publizität der Aktion noch erhöhte. Der provozierende Titel wurde von Kieran in weiteren Zusammenhängen variiert und fand in Großbritannien auch Nachahmer. In seinen neueren Schriften hat Kieran für das Lesepublikum des Idler die Langsamkeit entdeckt.

## Werke (Auswahl)
- mit Sam Jordison: The Idler book of crap towns : the 50 worst places to live in the UK. Boxtree, London 2003
- The Idler Book of Crap Towns II. Boxtree, London 2004
- The Idler Book of Crap Holidays. Bantam, London 2005 ISBN 0-553-81737-X
- Crap Jobs: 100 Tales of Workplace Hell. Harper, 2005 ISBN 0-06-083341-6
- mit Ian Vince: The Myway Code. Boxtree, London 2006 ISBN 0-7522-2620-7
- How Very Interesting: Peter Cook’s Universe and all that surrounds it. Snow Books, London 2006
- mit Ian Vince: Three Men In A Float. John Murray, London 2008 ISBN 0-7195-9501-0
- mit Tom Hodgkinson: The Book Of Idle Pleasures. Illustrationen von Ged Wells. Ebury Press, 2008 (deutsche Übersetzung Das Buch der Hundert Vergnügungen, Rogner & Bernhard, Berlin 2013, ISBN 978-3-95403-020-0)
- I Fought the Law. Bantam, London 2007 ISBN 0-553-81769-8
- mit Ian Vince: Across England at 15 mph. John Murray, London 2009
- Planes, Trains and Automobiles. John Murray, London 2009 ISBN 1-84854-014-0
- The idle traveller : the art of slow travel. AA, Basingstoke 2012
- Slow Travel. Die Kunst des Reisens. Aus dem Englischen von Yasmin von Rauch. Rogner & Bernhard, Berlin 2013, Heyne 2014 als Taschenbuch